# Konstantínos Dímou
Pour les articles homonymes, voir Dimou.
Konstantínos Dímou (en grec Κωνσταντίνος Δήμου), né le 26 décembre 1936 à Arta, en Grèce, est un ancien arbitre de basket-ball grec.

## Biographie
Konstantínos Dímou arbitre lors de deux éditions des Jeux olympiques : en 1972 et 1980. Il dirige la finale féminine en 1980 États-Unis - URSS. Il officie également lors de six éditions du championnat d'Europe masculin, quatre éditions du championnat d'Europe féminin, lors du championnat du monde 1967, quatre finales de coupe d'Europe des vainqueurs de coupe, une finale de coupe d'Europe des clubs champions et trois finales de coupe intercontinentale.
Konstantínos Dímou est nommé membre du FIBA Hall of Fame en 2010.